# Senufo

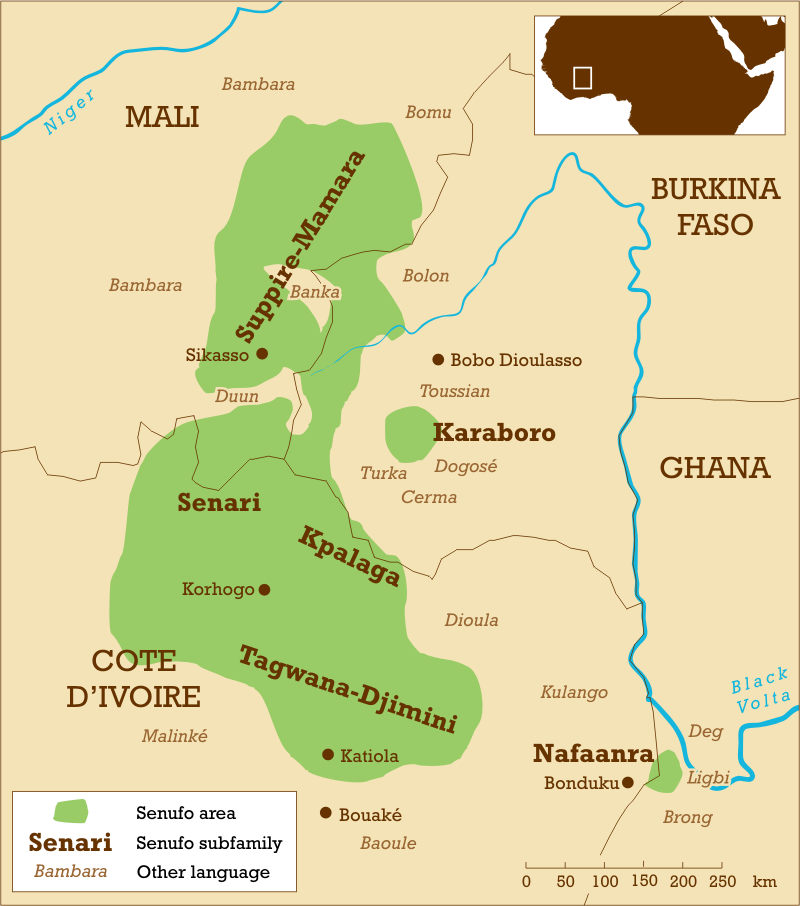
Zona de distribución del grupo etnolingüístico.

Los senufo (o senoufo, con la ortografía francesa) son un grupo etnolingüístico compuesto por diversos subgrupos de personas, que viven en un área que se expande desde el sur de Malí y el oeste de Burkina Faso hacia Katiola en Costa de Marfil. Un grupo, los Nafana, fue fundado en el noroeste de Ghana. La cantidad total estimada de senufo fluctúa entre 1,5 y 2,7 millones (distintas fuentes difieren en esta cantidad). Los senufo hablan las distintas lenguas senufo. La capital de los senufo es Korhogo, un pueblo muy antiguo en el norte de Costa de Marfil, que data del siglo XIII. Su agricultura se basa principalmente en el cultivo de mijo, ñame, maní y arroz.
Las prácticas y expresiones culturales vinculadas al balafón de las comunidades senufo de Malí y Burkina Faso fueron declaradas Patrimonio Cultural Inmaterial de la Humanidad por la Unesco en 2012. El 6 de diciembre de 2012 se añadió Costa de Marfil a esta candidatura plurinacional.